# Gewöhnliche Bitterwurz

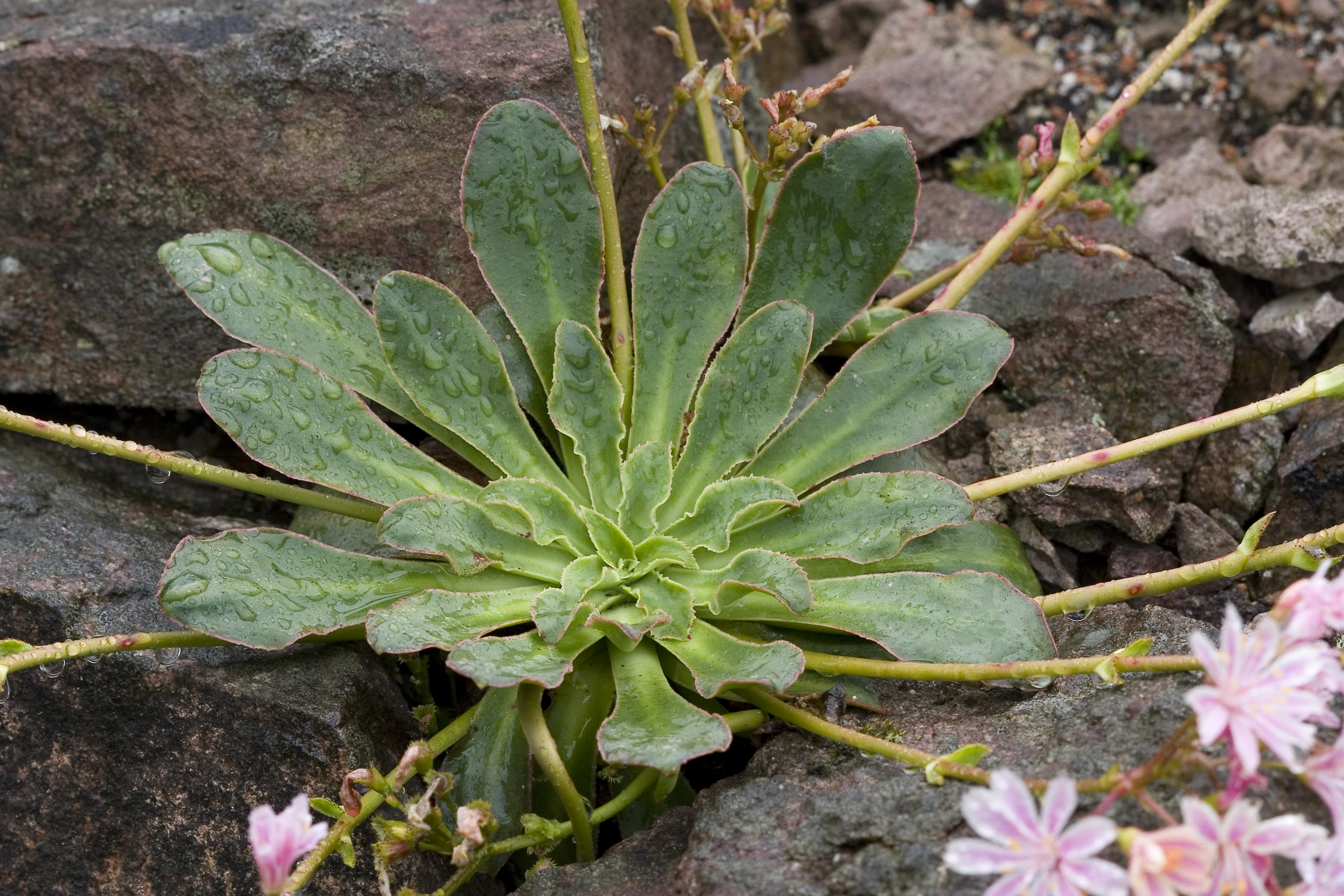
Blattrosette

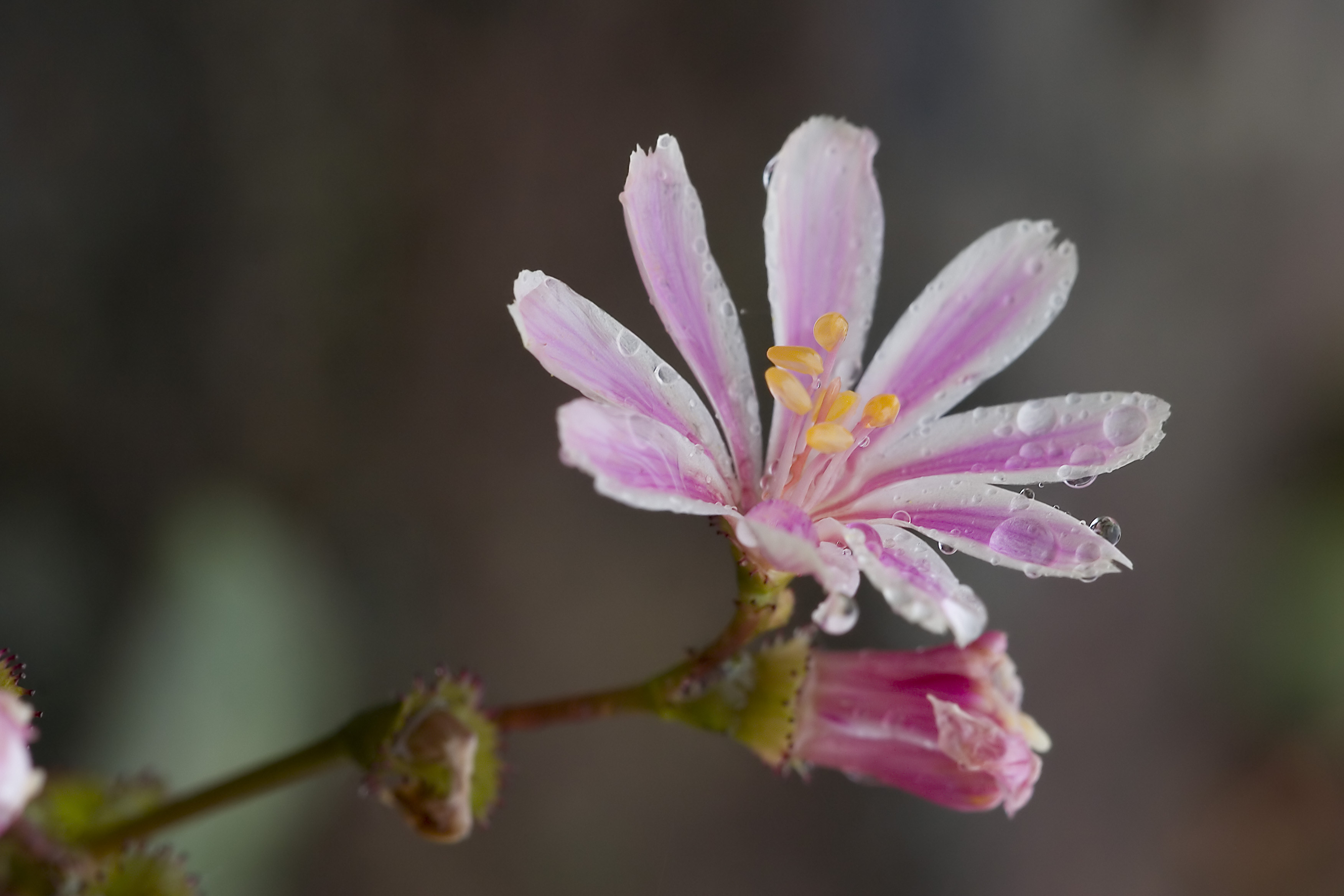
Einzelblüte

Die Gewöhnliche Bitterwurz (Lewisia cotyledon), auch als Porzellanröschen bekannt, ist eine Pflanzenart in der Gattung Bitterwurz (Lewisia) aus der Familie der Montiaceae.

## Beschreibung
Die Gewöhnliche Bitterwurz bildet einen sukkulenten, immergrünen Strauch mit niederliegenden, flach ausgebreiteten Zweigen. Ihre Pfahlwurzel ist lang und fleischig und geht in einen fleischigen Caudex über, aus dem die Zweige entspringen. Die basalen, ausdauernden Laubblätter sind flach ausgebreitet und in lockeren Rosetten von 10 bis 15 (bis etwa 30 cm) Durchmesser angeordnet. Die Blätter sind gestielt oder ungestielt und sehr variabel in ihrer Form: kreisrund, eiförmig, spatelig, lanzettlich oder linealisch. Die Blattränder sind glatt, gekräuselt oder gezähnt.
Die aufstrebenden bis fast aufrechten traubigen Blütenstände, von 10 bis 12 (bis 30) cm Höhe, tragen dicht die zehn bis 50 Blüten. Am Blütenstandsstängel gehen die dort 10 bis 15 mm langen echten Blätter in die spitzen, nur 2 bis 4 mm langen Hochblätter über. Die Blüten haben einen Durchmesser von 2 bis 4 cm. Sie tragen zwei kreisrunde bis länglich ovale, etwa 5 × 5 mm große Kelchblätter und sieben bis zehn recht variabel geformte, etwa 12 bis 20 × 5 mm große Kronblätter. Auch die Farbe der Kronblätter ist variabel, sie ist gewöhnlich rosa-purpur mit helleren und dunkleren Streifen, manchmal auch cremefarben oder weiß mit orangeroten Streifen, selten orange oder gelb. Um den Fruchtknoten mit zwei bis vier Narben stehen fünf bis zehn Staubblätter. Die 3 bis 5 mm große Frucht ist schmal länglich bis eiförmig und enthält vier bis 15 etwa 1,5 mm große und glänzend schwarze Samen.
Die Vegetationsperiode reicht etwa von April bis September; Blüten erscheinen im Mai bis Juli.
Die Chromosomenzahl beträgt 2n = 28.

## Varietäten und ihre Verbreitung
Alle Varietäten sind im Südwesten der USA beheimatet.
- Lewisia cotyledon (S.Watson) B.L.Rob. 1897 var. cotyledon hat ganzrandige oder leicht gewellte Blätter und zwölf bis 14 mm lange Kronblätter. Sie wächst im südwestlichen Oregon und im nordwestlichen Kalifornien in Ritzen von Felshängen auf Höhen von 300 bis 2300 m NN.
- Lewisia cotyledon var. heckneri (C.V.Morton) Munz 1958 hat gezähnte Blätter und zwölf bis 20 mm lange Kronblätter. Sie wächst in Kalifornien in Felsritzen und felsigen Hängen auf Höhen von 450 bis 2130 m NN.
- Lewisia cotyledon var. howellii (S.Watson) Jeps. 1915 hat deutlich gekräuselte bis wellig-krause Blätter und zwölf bis 20 mm lange Kronblätter. Sie wächst in Oregon und Kalifornien auf felsigem Untergrund, manchmal in offenen Wäldern auf Höhen von 150 bis 400 m NN.

In Kultur befinden sich neben der natürlichen Art und ihren Varietäten etliche herausgelesene Farbvarianten und Hybriden.

## Kultivierung
Die Gewöhnliche Bitterwurz ist ideal zur Bepflanzung von sonnigen Steingärten und Trockenmauern. Sie ist in Mitteleuropa vollständig winterhart und benötigt keinerlei Schutz- oder Pflegemaßnahmen. Wegen der fleischigen Wurzel, die keine Staunässe verträgt, sollte der Boden jedoch besonders gut drainiert sein. Auch kalkhaltiger Boden wird nicht gut vertragen. Für eine Kultivierung als Zimmerpflanze ist die Art nicht geeignet.
Eine Vermehrung ist durch Blatt- oder Zweigstecklinge möglich. Bei der Vermehrung durch Samen ist zu beachten, dass die Art ein Kaltkeimer ist.